# 7-я пехотная дивизия (Южная Африка)
7-я пехотная дивизия (англ. 7 SA Infantry Division) — тактическое соединение Сухопутных войск Южно-Африканской Республики периода 1974—1999 гг.

## История
7-я дивизия была основана как пехотное формирование 1 августа 1974 года. Как было установлено, она состояла из 71, 72 и 73 моторизованных бригад. Управление дивизии было создано из штаба Активных гражданских сил (Active Citizen Force), созданного в апреле 1965 года. В 1967 году она сменила название на Штаб армейской оперативной группы (постоянные силы) (HQ Army Task Force (Permanent Force)) и была заменена 1-м армейским корпусом, состоящим из 7-й пехотной и 8-й бронетанковой дивизий.
К 1985 году 7-я дивизия насчитывала 71 моторизованную и 82 механизированные бригады. 72-я моторизованная бригада перешла под командование 8-й бронетанковой дивизии, а 73-я моторизованная бригада, по-видимому, была расформирована. С 1978 года дивизия принимала участие в многочисленных учениях в учебном центре Лохатла на востоке Северо-Капской провинции. Основными учениями дивизии были «Квиксилвер», в которых в 1987 году участвовали 72 бригада и штаб дивизии. Бригады дивизии были расформированы в 1992 году, батальоны и полки стали подчиняться непосредственно штабу дивизии — предполагалось, что они будут сгруппированы в целевые группы по мере необходимости. Эта концепция никогда не подвергалась серьёзному испытанию. Формирование также было переименовано в 7-ю дивизию. Дивизия вернулась к более традиционной организации с 1 апреля 1997 года, когда её бывшие подразделения стали 73-й бригадой, подразделения 8-й дивизии сформировали 74-ю бригаду, а подразделения 9-й дивизии стали 75-й бригадой. В реорганизованной армии ЮАР конца 1990-х годов не было места для полевых дивизий, и 1 апреля 1999 года 7-я дивизия была расформирована, а её 52 подчинённых подразделения вместо этого перешли в состав формирований нового типа.

## Состав
В 1977 году 7-я пехотная дивизия ЮАР была организована следующим образом:
- 71-я моторизованная бригада (71 Motorised Brigade)
  - 711-й моторизованный батальон (711 Motorised Battalion, SAIC)
  - 712-й моторизованный батальон (712 Motorised Battalion, SAIC)
  - 713-й моторизованный батальон (713 Motorised Battalion, SAIC)
  - 71-й артиллерийский полк (71 Field Artillery Regiment, SAA)
  - 71-инженерный батальон (71 Field Squadron, SAEC)
  - 71-й отряд связи (71 Signals Unit)
  - 71-й отряд технического обслуживания (71 Maintenance Unit)
  - 71-я полевая мастерская (71 Field Workshop, TSC)
  - 71-й отряд скорой помощи (71 Field Ambulance)
- 72-я моторизованная бригада (72 Motorised Brigade) 
  - 721-й моторизованный батальон (721 Motorised Battalion, SAIC)
  - 722-й моторизованный батальон (722 Motorised Battalion, SAIC)
  - 723-й моторизованный батальон (723 Motorised Battalion, SAIC)
  - 72-й артиллерийский полк (72 Field Artillery Regiment, SAA)
  - 72-й инженерный батальон (72 Field Squadron, SAEC)
  - 72-й отряд связи (72 Signals Unit)
  - 72-й отряд технического обслуживания (72 Maintenance Unit)
  - 72-я полевая мастерская (72 Field Workshop, TSC)
  - 72-й отряд скорой помощи (72 Field Ambulance)
- 73-я моторизованная бригада (73 Motorised Brigade) 
  - 731-й моторизованный батальон (731 Motorised Battalion, SAIC)
  - 732-й моторизованный батальон (732 Motorised Battalion, SAIC)
  - 733-й моторизованный батальон (733 Motorised Battalion, SAIC)
  - 73-й артиллерийский полк (73 Field Artillery Regiment, SAA)
  - 73-й инженерный батальон (73 Field Squadron, SAEC)
  - 73-й отряд связи (73 Signals Unit)
  - 73-й отряд технического обслуживания (73 Maintenance Unit)
  - 73-я полевая мастерская (73 Field Workshop, TSC)
  - 73-й отряд скорой помощи (73 Field Ambulance)
- 7-я разведывательная бригада (7 Combat Reconnaissance Brigade)
  - 71-й бронеавтомобильный полк (71 Armoured Car Regiment, SAAC)
  - 72-й бронеавтомобильный полк (72 Armoured Car Regiment, SAAC)
  - 73-й бронеавтомобильный полк (73 Armoured Car Regiment, SAAC)
- Части дивизионного подчинения
  - 17-й разведывательный артиллерийский полк (17 Locating Regiment, SAA)
  - 17-й зенитный артиллерийский полк (35 мм) (17 Antiaircraft Regiment (35mm), SAA)
  - 27-й зенитный артиллерийский полк (20 мм) (27 Antiaircraft Regiment (20mm), SAA)
  - 17-й артиллерийский полк (17 Medium Artillery Regiment, SAA)
  - 17-й инженерный батальон (17 Field Squadron, SAEC)
  - 17-й инженерный полк поддержки (17 Engineer Support Regiment, SAEC)
  - 17-й механизированный батальон (17 Armoured Personnel Carrier Squadron)
  - 17-я группа связи (17 Signals Group)
  - 17-й отряд технического обслуживания (17 Maintenance Unit)
  - 17-я полевая мастерская (17 Field Workshop, TSC)** (Medical
  - 17-й мобильный госпиталь (17 Mobile Hospital)
  - 17-й отряд скорой помощи (17 Field Ambulance Unit)
  - 17-я рота военной полиции (17 Provost Company, SACMP)